# IC 2800
IC 2800 ist eine Spiralgalaxie vom Hubble-Typ S im Sternbild Löwe auf der Ekliptik. Sie ist schätzungsweise 729 Millionen Lichtjahre von der Milchstraße entfernt und hat einen Durchmesser von etwa 110.000 Lichtjahren.

Im selben Himmelsareal befinden sich u. a. die Galaxien IC 2781, IC 2795, IC 2798, IC 2802.
Das Objekt wurde am 27. März 1906 vom deutschen Astronomen Max Wolf entdeckt.